# Emil Krieger

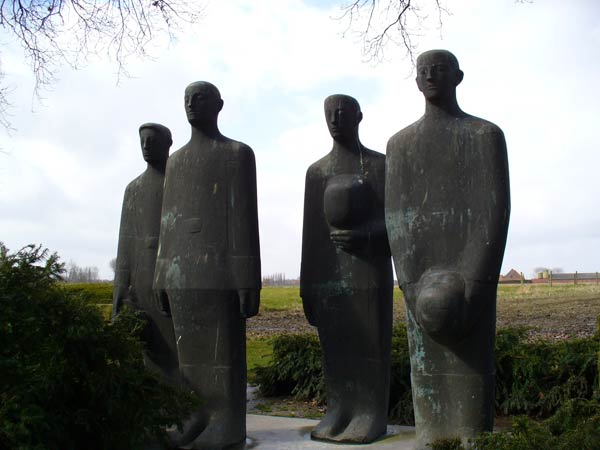
Emil Krieger: Treurende soldaten (Deutscher Soldatenfriedhof Langemark, België)

Emil Krieger (Kaiserslautern, 8 september 1902 – München, 6 september 1979) was een Duitse beeldhouwer en kunstenaar, vooral bekend vanwege zijn grafische werk en zijn beelden in brons, hout, steen en terracotta. Zijn meest bekende werken zijn een groep van vier treurende soldaten op de Duitse oorlogsbegraafplaats van Langemark (1956), de fonteinen bij het Innenministerium in München (1952), het gedenkteken in Treuchtlingen, de bustes van Richard Wagner en van Karl von Fischer in het Bayerisches Nationaltheater en twee grote reliëfs voor de Gedächtniskirche in Kaiserslautern.

## Leven
Krieger studeerde houtsnijkunsten aan de Meisterschule (1917–1921) en in 1921 in München aan de Kunstgewerbschule. Onder zijn leraren waren Richard Riemerschmid, Adolf Schinnerer en Adelbert Niemeyer. Tussen 1925 en 1931 werd hij lid van de Akademie der Bildenden Künste, waar hij onderricht kreeg van Josef Wackerle en Julius Diez. Onder Wackerle ontwikkelde Krieger zijn eigen grafische stijl en in 1928 mocht hij zijn eerste tentoonstelling houden
In de dertiger jaren reisde hij naar Nederland, Frankrijk en Spanje. In 1936 won hij de Prijs van Rome, waardoor hij naar Italië en Griekenland kon reizen. Tussen 1946 en 1977 was hij docent aan de Münchener Akademie. Hij werd professor aan de Akademie der Bildender Künste in München, werd onderscheiden door de Beierse Academie der schone kunsten en ontving zowel de zilveren als de gouden Seerose.
- Gemeinsame Normdatei: 116536977
- RKD-Nederlands Instituut voor Kunstgeschiedenis: 300751
- Virtual International Authority File: 49979359